# Pierre Garneau
Pierre Garneau (8 de mayo de 1823-23 de junio de 1905) fue un empresario y político canadiense.

## Biografía
Nació y fue educado en Cap-Santé, Bajo Canadá, hijo de François-Xavier Garneau y Julie-Henriette Gignac. Garneau se mudó a la ciudad de Quebéc en 1839 para trabajar como empleado de un comerciante de artículos de lujo. Trabajó para su propio mayorista importador llamado Têtu et Garneau. Posteriormente trabajaría para P. Garneau et Frère y, más tarde, para P. Garneau, Fils et Compagnie.
En 1870 fue elegido concejal del barrio de Saint-Pierre. De 1870 a 1874 fue alcalde de la ciudad de Quebec. Fue elegido por aclamación para la Asamblea Legislativa de Quebec por el distrito electoral de Québec-Comté en una elección parcial de 1873. En 1874, fue comisario de agricultura y obras públicas en el gabinete de Charles-Eugène Boucher de Boucherville. En 1876, fue nombrado comisionado de tierras de la corona. Siendo un conservador, fue reelegido en las elecciones generales de 1875. Fue derrotado en las elecciones generales de 1878 y reelegido en las elecciones generales de 1881. Fue derrotado en 1886. En 1887, fue nombrado miembro del Consejo Legislativo de Quebec para la división de La Durantaye. Dimitió en 1904.
Fue director de la Compañía de Buques de Vapor de los Puertos de Quebec y del Golfo y de La Banque Nationale; presidente de la Compañía de Ferrocarriles Urbanos de Quebec; director gubernamental del Ferrocarril de la Costa Norte; y miembro de la Junta de Comercio de Quebec. Fue miembro de la comisión del canal en 1870.